# Rallye del Sestriere
Il Rallye del Sestriere è stata una competizione automobilistica su strada, tradizionalmente organizzata dall'Automobile Club di Torino nel mese di febbraio a Sestriere.

## Storia
Tale competizione rallistica venne ideata e fortemente voluta da Emilio Christillin, poi presidente dell'ACI torinese, che fu anche il primo vincitore della manifestazione, su Lancia Aprilia.
Il rally si svolse regolarmente per dieci edizioni consecutive, con crescente successo e con la partecipazione ufficiale di molte case automobilistiche e valenti piloti come Helmut Polensky, Walter Schock, Ada Pace, Gigi Villoresi e Alberto Ascari, questi ultimi vincitori in coppia della 2ª edizione, su Lancia Aurelia.
L'11º Rallye del Sestriere, prova valida per il Campionato europeo rally, che avrebbe dovuto svolgersi dal 21 al 23 febbraio 1960, fu annullato poche ore prima della partenza, a causa del divieto di effettuare la prevista prova di velocità su strada, improvvisamente imposto dalle autorità governative.
In seguito il Rallye del Sestriere è stato saltuariamente riproposto, in varie formule e percorsi, senza riottenere l'originaria rilevanza sportiva internazionale, fatta eccezione per le stagioni 1970 e 1971, quando il Rallye del Sestriere si fuse con il Rallye di Sanremo, dando vita alle due edizioni del Rally d'Italia valide per il Campionato internazionale costruttori.

## Albo d'oro
| Anno | Piloti                | Piloti             | Vettura                |
| ---- | --------------------- | ------------------ | ---------------------- |
| 1950 | Emilio Christillin    | Sandro Fiorio      | Lancia Aprilia         |
| 1951 | Luigi Villoresi       | Alberto Ascari     | Lancia Aurelia B10     |
| 1952 | Gino Valenzano        | Mario Poltronieri  | Lancia Aurelia B20     |
| 1953 | Gerd Seibert          | Alfred Bolz        | Citroën 15/6           |
| 1954 | Piero Valenzano       | Renato Sposetti    | Lancia Aurelia B20 GT  |
| 1955 | Ferdinando Gatta      | Vittorio Mazzonis  | Lancia Aurelia B20 GT  |
| 1956 | Walter Schock         | Rolf Moll          | Mercedes-Benz 300 SL   |
| 1957 | Piercarlo Borghesio   | G.Bianchi          | Panhard Dyna X         |
| 1958 | Lanzo Cussini         | Luigi Argenti      | Fiat Abarth 750 GTZ    |
| 1959 | Gianfranco Castellina | Piero Frescobaldi  | Fiat Abarth 750 GTZ    |
| 1968 | Pat Moss              | Elisabeth Nyström  | Lancia Fulvia Coupé HF |
| 1969 | Sandro Munari         | John Davenport     | Lancia Fulvia Coupé HF |
| 1984 | Fabrizio Tabaton      | Luciano Tedeschini | Lancia Rally 037       |
| 1985 | Giacomo Bossini       | Ugo Pasotti        | Lancia Rally 037       |
| 1986 | Giacomo Bossini       | Ugo Pasotti        | Lancia Rally 037       |
| 1987 | Enrico Bertone        | Paolo Ardizzoia    | Lancia Rally 037       |